# 14 september
14 september is de 257ste dag van het jaar (258ste dag in een schrikkeljaar) in de gregoriaanse kalender. Hierna volgen nog 108 dagen tot het einde van het jaar.

## Gebeurtenissen
- Algemeen
  - 1905 - In Amsterdam wordt de Albert Cuypstraat aangewezen als 'ventstraat'.
  - 1915 - De gemeente Amsterdam stelt de Gemeentelijken Woningdienst in, met Arie Keppler als directeur, die wordt belast met het aanpakken van de woningnood en van de krottenwijken in de binnenstad.
  - 1975 - In het Amsterdamse Rijksmuseum kerft een geestelijk gestoorde man met een tafelmes dertien keer in De Nachtwacht.
  - 1997 - Een camping op Ameland wordt getroffen door een windhoos. Er is schade aan tenten en caravans.
  - 2008 - Een vliegtuigongeluk met Aeroflot-vlucht 821 bij Perm in Rusland kost 88 mensen het leven.
  - 2008 - Twee Somalische medewerkers van het Wereldvoedselprogramma (WFP) worden door gewapende mannen ontvoerd in de buurt van de stad Jowhar.
  - 2013 - Drie Zuid-Afrikaanse kinderen worden dood aangetroffen in een oude koelkast. Ze waren aan het spelen en naar alle waarschijnlijkheid is de koelkast vanzelf in het slot geschoten, aldus de politie. Het drama voltrok zich in Atamelang, een plaats in het noordwesten van Zuid-Afrika.
  - 2015 - De grootste actieve vulkaan in Japan, Mount Aso, komt tot uitbarsting.
- Kunst en cultuur
  - 2016 - Cabaretier Youp van 't Hek wint de VSCD Oeuvreprijs.
- Media
  - 1985 - De eerste aflevering van de tekenfilmreeks "De avonturen van de Gummi Beren".
  - 2018 - De 61-jarige Jimi Bellmartin wint het allereerste seizoen van The Voice Senior.
  - 2023 - Weerman Gerrit Hiemstra presenteert voor het laatst de weersvoorspelling tijdens het Achtuurjournaal.
- Oorlog
  - 1629 - 's-Hertogenbosch capituleert na een strijd van 4 en een halve maand.
  - 1944 - Als eerste Nederlandse stad wordt Maastricht bevrijd van de Duitsers.
- Politiek
  - 1515 - Na de Slag bij Marignano verklaren de Zwitsers zich neutraal.
  - 1901 - De Amerikaanse president William McKinley sterft aan schotwonden, toegebracht door een anarchist; Theodore Roosevelt wordt de 26e president van de Verenigde Staten.
  - 1917 - Na de revolutie in februari van 1917 wordt de republiek in Rusland uitgeroepen.
  - 1918 - De Tsjecho-Slowaakse republiek benoemt Tomáš Masaryk tot zijn eerste president.
  - 1923 - Miguel Primo de Rivera wordt dictator van Spanje.
  - 1943 - Ontmoeting tussen Hitler en Mussolini in Rastenburg.
  - 1960 - De Organisatie van olie-exporterende landen (OPEC) wordt opgericht in Bagdad, Irak.
  - 1988 - Amerikaanse autoriteiten mogen voor het eerst getuige zijn van een nucleaire test door de Sovjet-Unie.
  - 1999 - Kiribati, Nauru en Tonga worden lid van de Verenigde Naties
  - 2003 - Zweden verwerpt de Euro in een referendum.
  - 2003 - De bevolking van Estland spreekt zich uit voor toetreding tot de EU.
  - 2011 - Belgisch formateur Elio Di Rupo slaagt erin tussen de formerende partijen een overeenkomst te bereiken over de splitsing van de kieskring Brussel-Halle-Vilvoorde.
  - 2021 - Burgemeester Ahmed Aboutaleb van Rotterdam is uitgeroepen tot beste burgemeester ter wereld. Hij deelt de World Mayor 2021-prijs met Philippe Rio, burgemeester van de Franse stad Grigny.[1]
- Religie
  - 1955 - Benoeming van Marcel Lefebvre tot aartsbisschop van Dakar.
  - 1964 - Paus Paulus VI opent in Rome de derde zitting van het Tweede Vaticaans Concilie.
  - 1965 - Paus Paulus VI opent in Rome de vierde en laatste zitting van het Tweede Vaticaans Concilie.
- Sport
  - 1919 - Oprichting van Oostenrijkse voetbalclub Kapfenberger SV.
  - 1948 - Oprichting van Bolviaanse voetbalclub Club Destroyers.
  - 1960 - Rik Van Looy wordt op de Sachsenring wereldkampioen wielrennen.
  - 1968 - Gyula Zsivótzky scherpt in Boedapest zijn eigen  wereldrecord kogelslingeren (73,74 meter) aan tot 73,76 meter.
  - 2000 - Juan Antonio Samaranch verlaat na twintig jaar het Internationaal Olympisch Comité.
  - 2001 - Oprichting van de Nederlandse voetbalclub Almere City FC.
  - 2002 - De Amerikaanse atleet Tim Montgomery verbetert het ruim drie jaar oude record op de 100 m sprint met 0,01 s en brengt het op 9,78 s
  - 2003 - In Barcelona prolongeert de Nederlandse vrouwenhockeyploeg de Europese titel.
  - 2010 - Rafael Nadal wint het mannen-enkelspel op de US Open, waarmee hij alle vier grandslamtoernooien ten minste één keer heeft gewonnen.
  - 2013 - In Berlijn winnen de Russische volleybalsters in de finale van het Europees kampioenschap met 3-1 van gastland Duitsland.
- Wetenschap en technologie
  - 1901 - Drie wetenschappers vinden aan de oevers van de rivier Berezovka in Siberië een buitengewoon volledig lichaam van een mammoet.
  - 1958 - De twee raketten die ontwikkeld zijn door de Duitse ingenieur Ernst Mohr, bereiken de bovenste delen van de atmosfeer.
  - 1966 - De Gemini-11 missie met de astronauten Pete Conrad en Richard Gordon bereikt een recordhoogte van 1374 km. Nooit eerder heeft een ruimtevaartuig, dat niet de atmosfeer verlaat, zo'n hoogte bereikt. Enkele uren later maakt Gordon de tweede ruimtewandeling van deze missie waarbij hij enkele fotografische experimenten doet.[2]
  - 1968 - Lancering van Zond 5, de eerste ruimtevlucht rond de maan die terugkeert naar de aarde, met een Proton raket vanaf kosmodroom Bajkonoer LC-19. De bemanning bestaat uit enkele schildpadden planten en zaden en verschillende ongewervelde levensvormen.[3]
  - 2015 -  De eerste directe waarneming van zwaartekrachtgolven vindt plaats door LIGO. Het waargenomen signaal krijgt de naam GW150914. De observatie wordt op 11 februari 2016 bekendgemaakt.

## Geboren

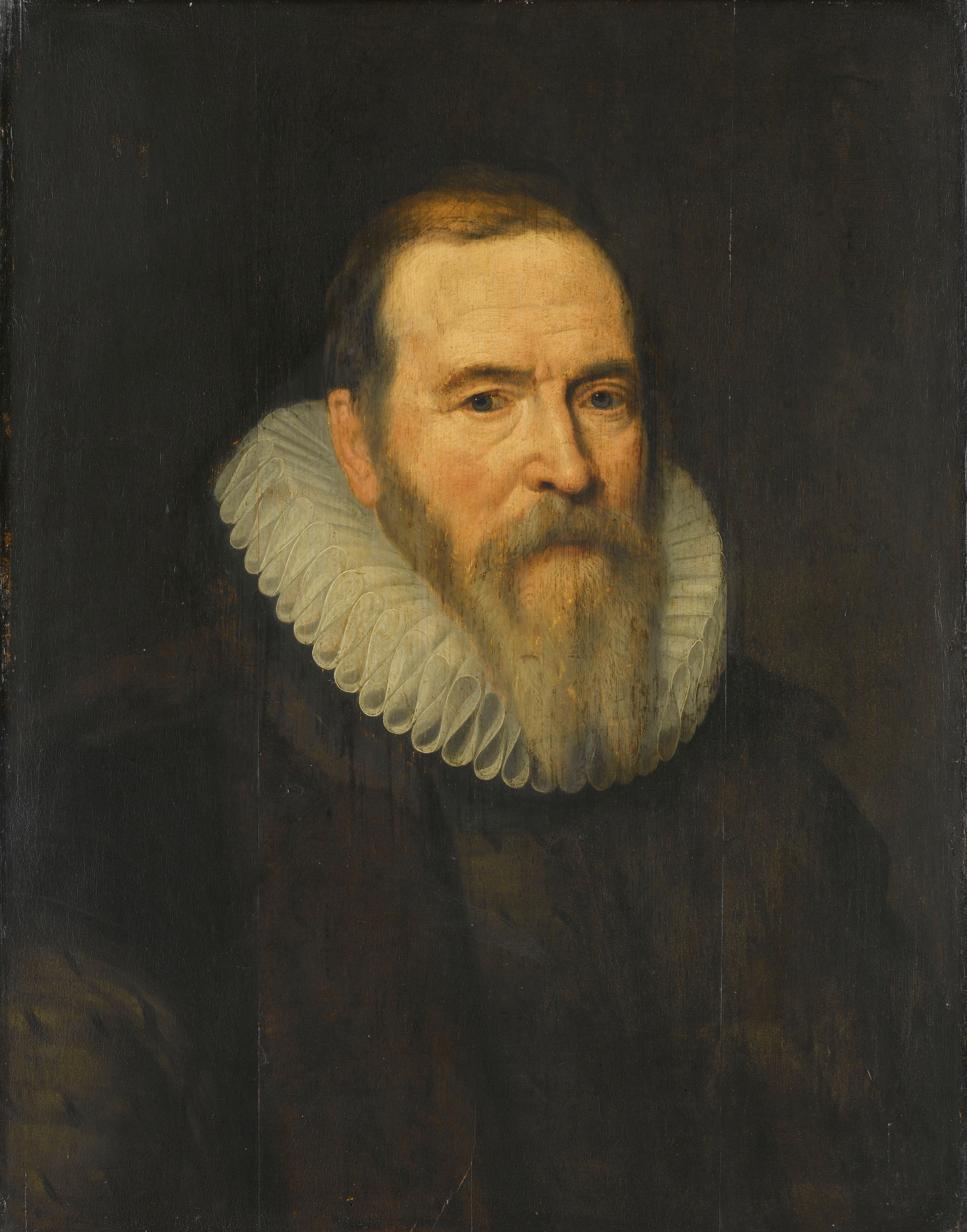
Johan van Oldenbarnevelt,
geboren in 1547

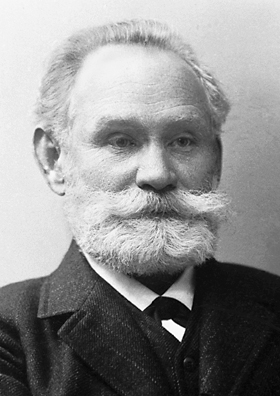
Ivan Pavlov,
geboren in 1849

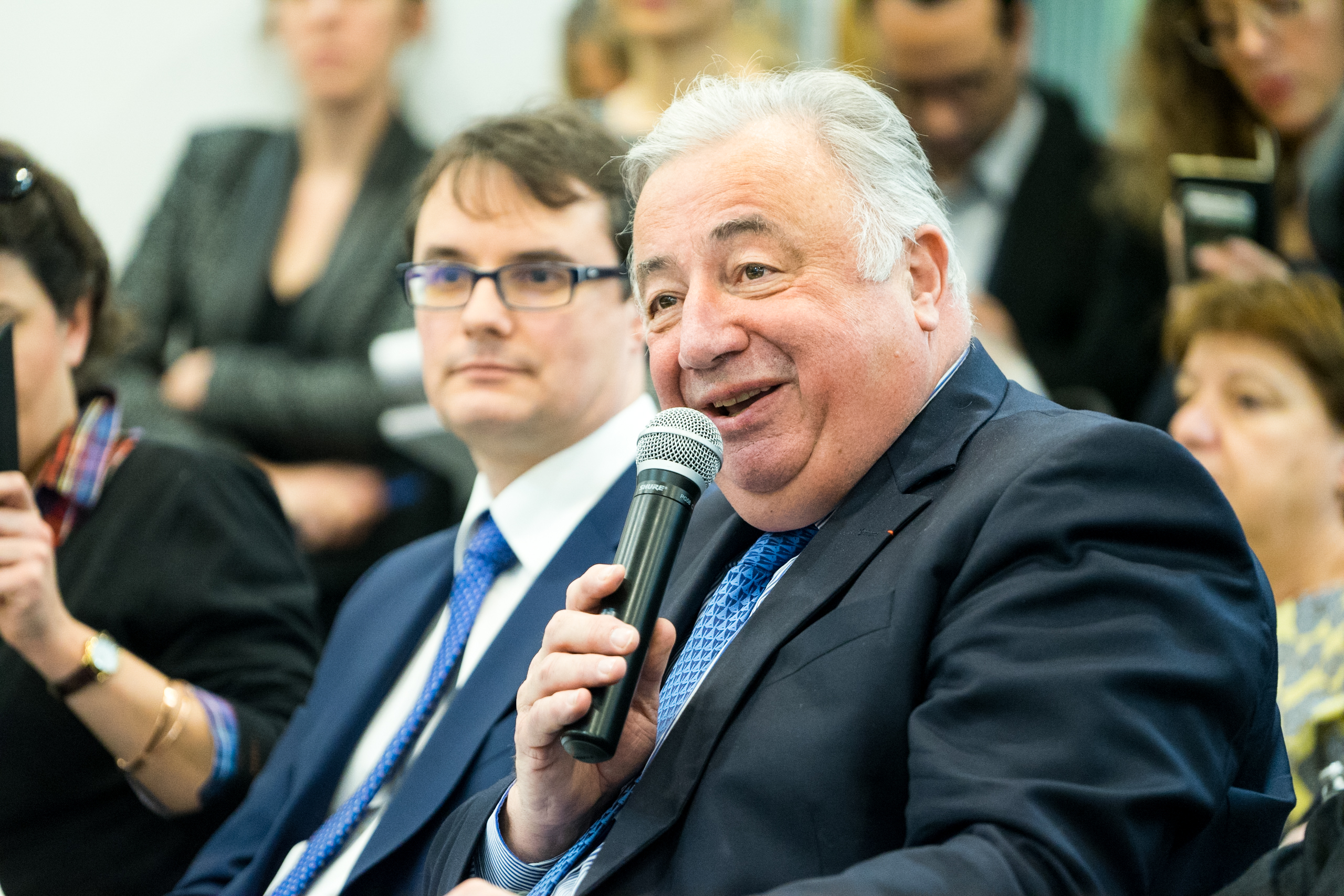
Gérard Larcher,
geboren in 1949

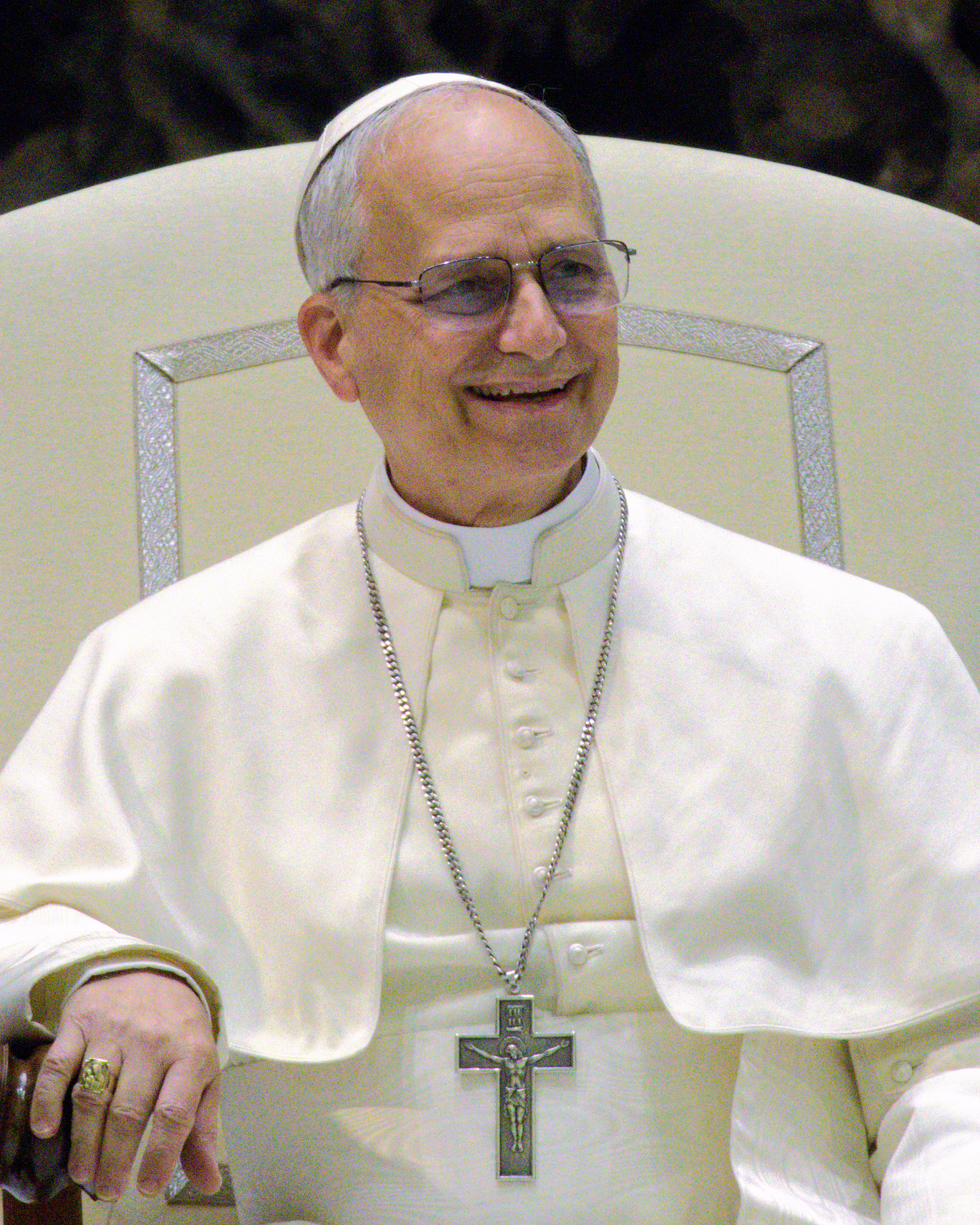
Paus Leo XIV,
geboren in 1955

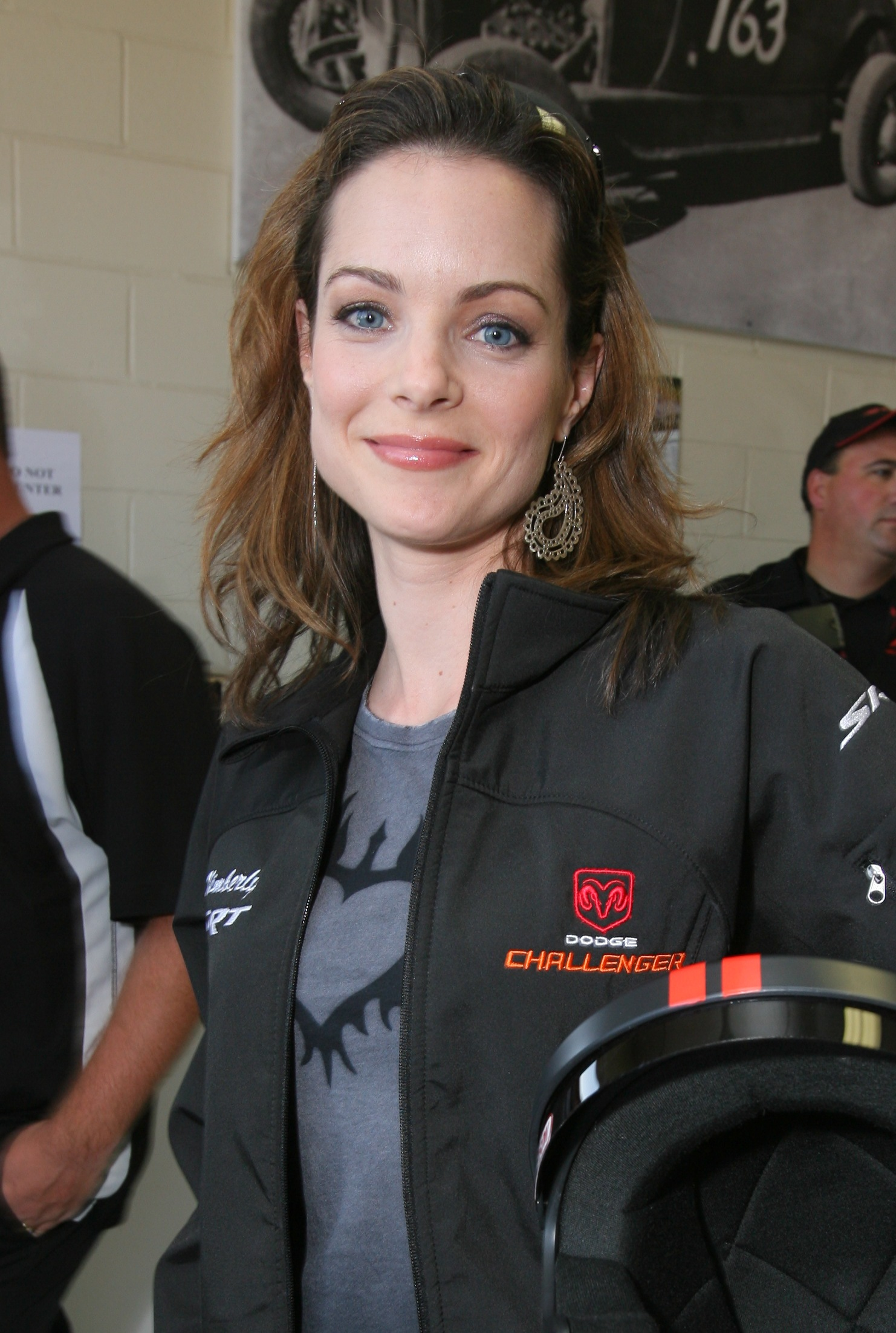
Kimberly Williams,
geboren in 1971

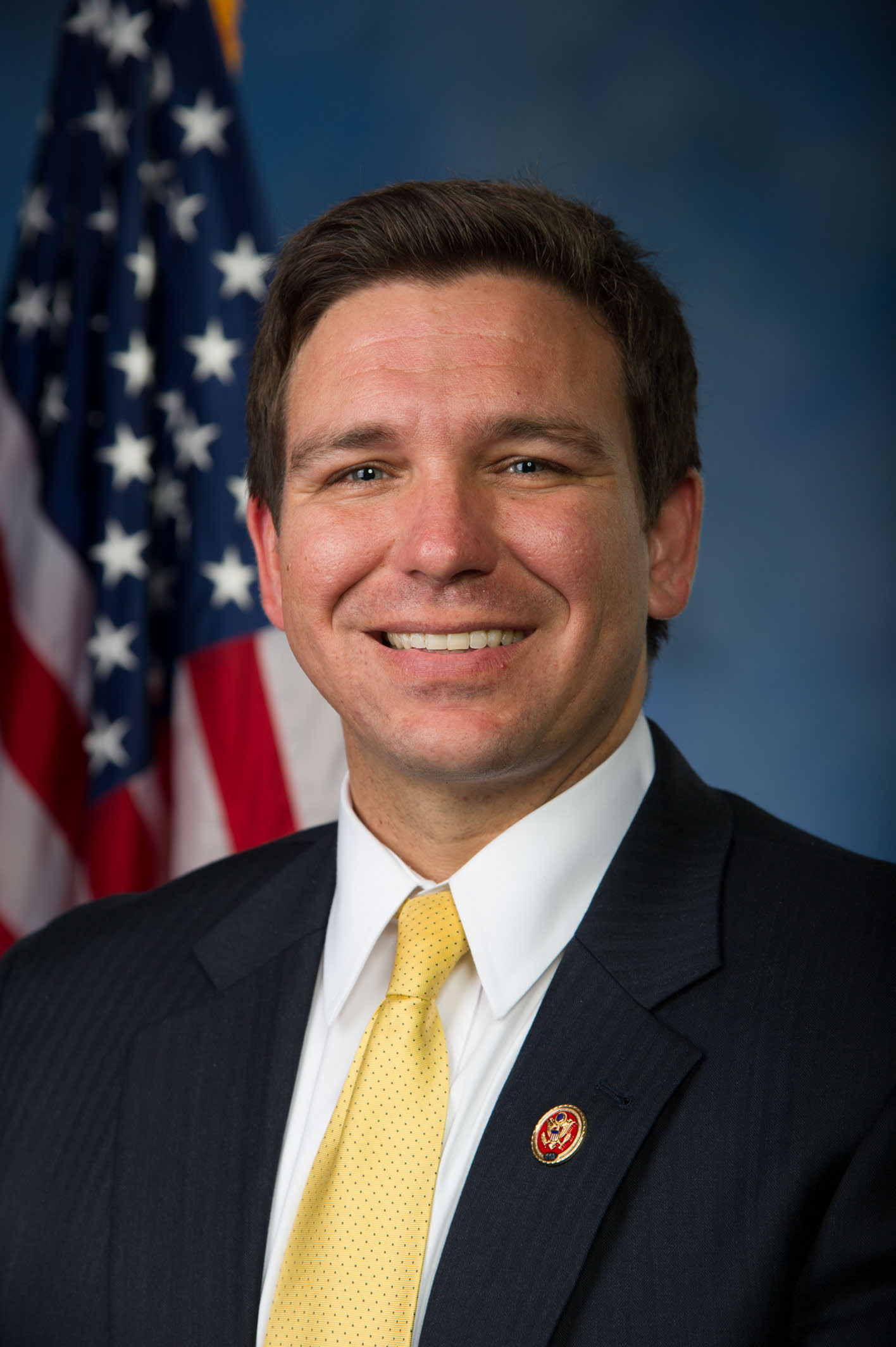
Ron DeSantis,
geboren in 1978

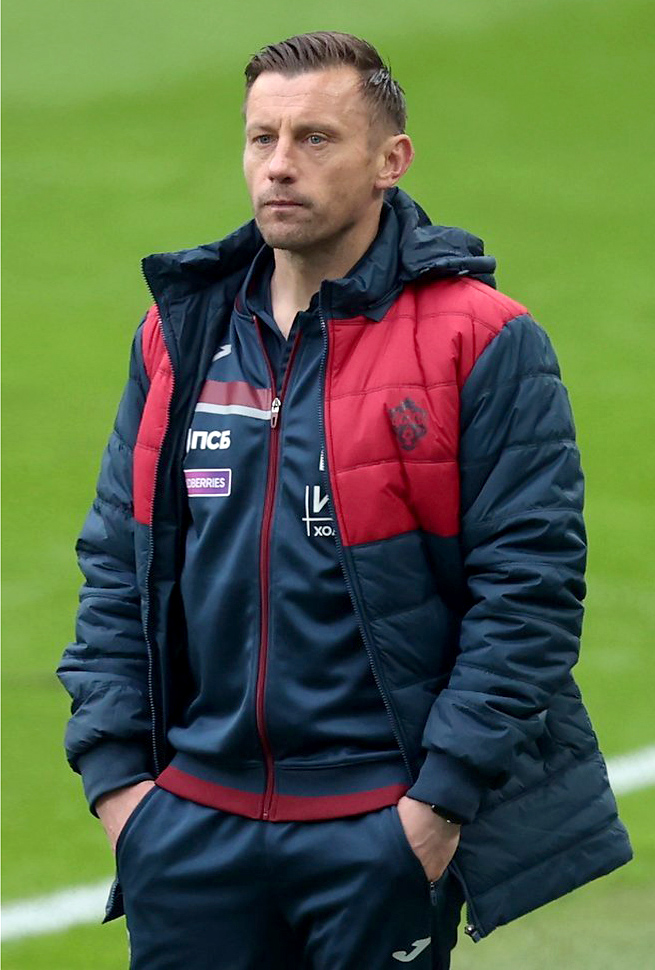
Ivica Olić,
geboren in 1979

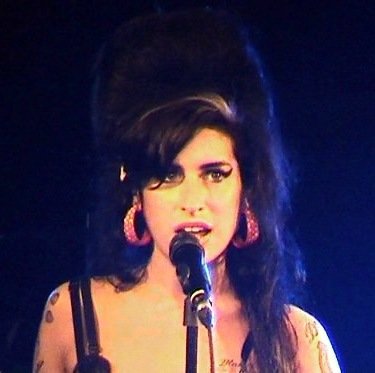
Amy Winehouse,
geboren in 1983

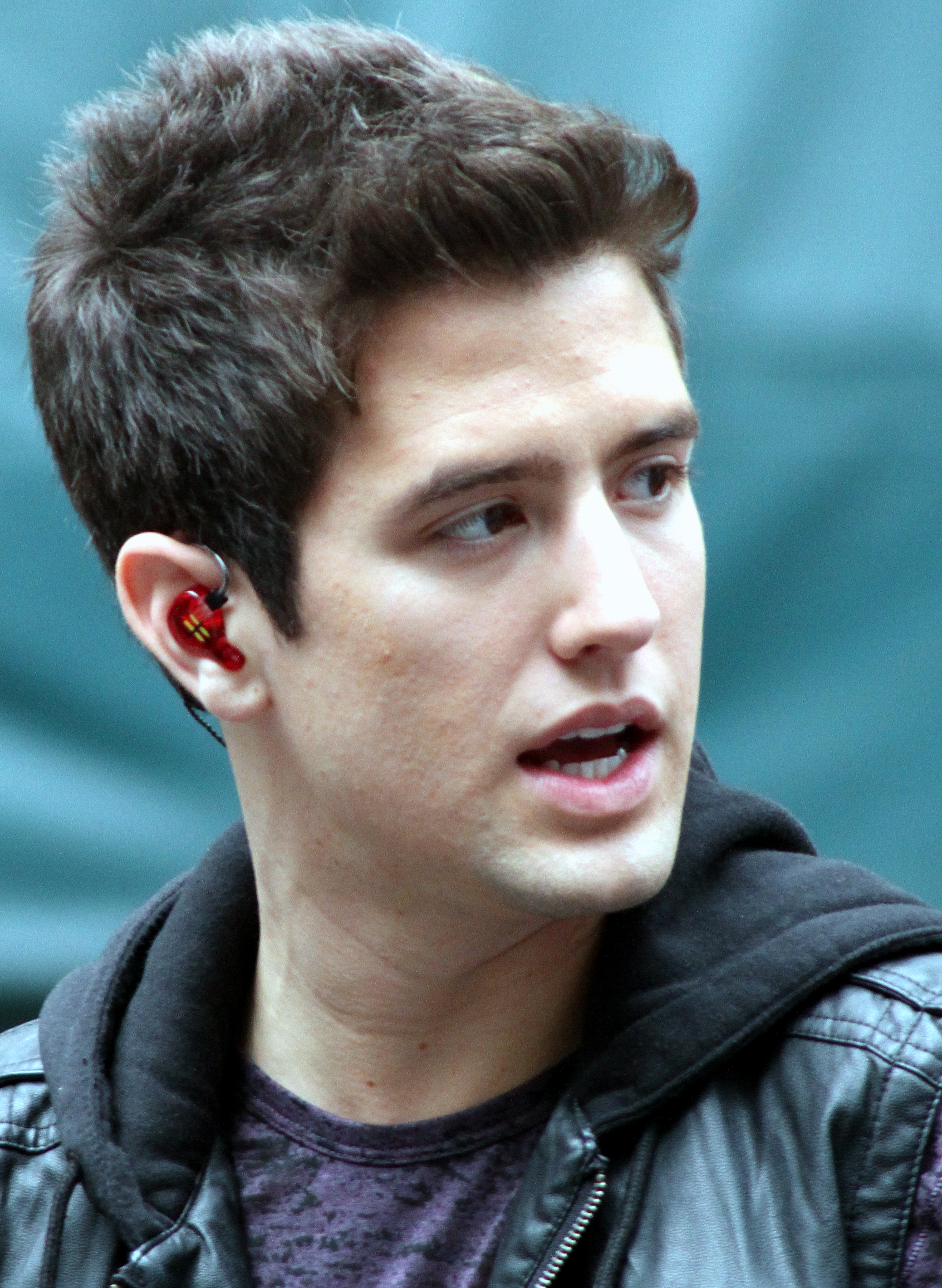
Logan Henderson,
geboren in 1989

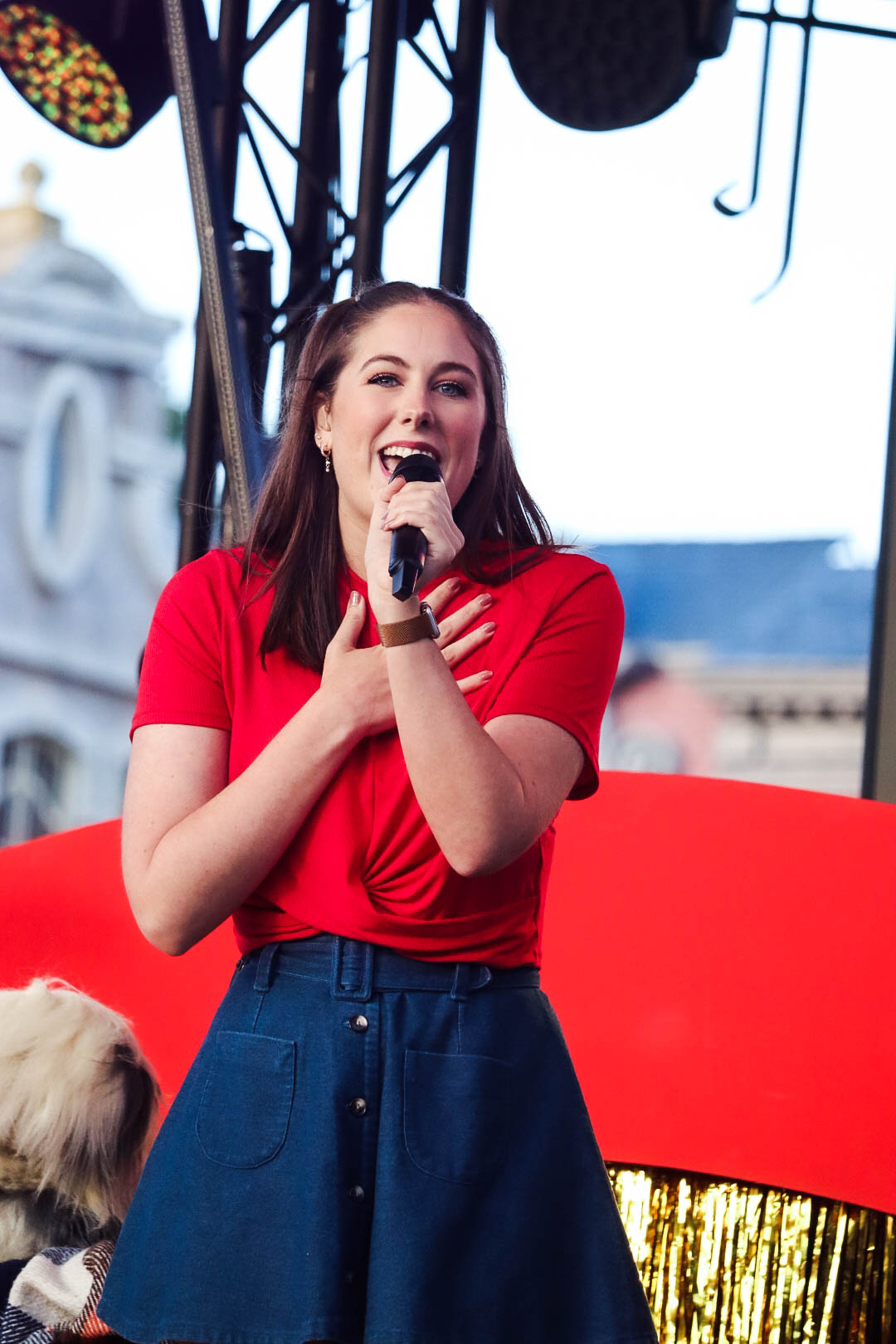
Marie Verhulst,
geboren in 1995

- 1486 - Heinrich Cornelius Agrippa von Nettesheim, een humanistisch geleerde, jurist en arts (overleden 1535)
- 1547 - Johan van Oldenbarnevelt, Nederlands politicus (geëxecuteerd 1619)
- 1603 - Maria Ortiz, Braziliaans heldin (overleden 1646)
- 1737 - Michael Haydn, Oostenrijks componist (overleden 1806)
- 1751 - Jacobus Spoors, Nederlands advocaat en politicus (overleden 1833)
- 1760 - Luigi Cherubini, Italiaans componist (overleden 1842)
- 1769 - Alexander von Humboldt, Duits natuuronderzoeker en ontdekkingsreiziger (overleden 1859)
- 1791 - Franz Bopp, Duits taalkundige (overleden 1867)
- 1804 - John Gould, Brits ornitholoog (overleden 1881)
- 1817 - Theodor Storm, Duits auteur (overleden 1888)
- 1847 - Pavel Jablotsjkov, Russisch elektrotechnicus (overleden 1894)
- 1848 - Adolf Albin, Roemeens schaker (overleden 1920)
- 1849 - Ivan Pavlov, Russisch psycholoog (overleden 1936)
- 1855 - Maria Elisabeth Louise Frederika van Pruisen, prinses van Pruisen (overleden 1888)
- 1877 - S.H. de Roos, Nederlands letterontwerper (overleden 1962)
- 1880 - Archie Hahn, Amerikaans atleet (overleden 1955)
- 1886 - Jan Masaryk, Tsjecho-Slowaaks politicus (overleden 1948)
- 1887 - Arnold van Rossem, Nederlands hoogleraar rubbertechnologie (overleden 1982)
- 1889 - Anthon Olsen, Deens voetballer (overleden 1972)
- 1892 - Charlotte Charlaque, Amerikaans-Duits-Joodse transvrouw, vertaalster en artieste (overleden 1963)
- 1905 - Reinier Cornelis Keller, Nederlands dammer (overleden 1981)
- 1905 - Petronella van Randwijk, Nederlands gymnaste (overleden 1978)
- 1907 - Eric van der Steen, Nederlands journalist, schrijver en dichter (overleden 1985)
- 1913 - Cor Aalten, Nederlands atlete (overleden 1991)
- 1913 - Jacobo Árbenz Guzmán, Guatemalteeks president (overleden 1971)
- 1914 - Gopaldas Premchand Sippy Indiaas filmproducent en regisseur (overleden 2007)
- 1915 - Mack Hellings, Amerikaans autocoureur (overleden 1951)
- 1917 - Ettore Sottsass, Italiaans architect en ontwerper (overleden 2007)
- 1918 - Georges Berger, Belgisch autocoureur (overleden 1967)
- 1918 - Cachao López, Cubaans mambomuzikant (overleden 2008)
- 1920 - Mario Benedetti, Uruguayaans schrijver, dichter, journalist en criticus (overleden 2009)
- 1922 - Joop Haffmans, Nederlands beeldhouwer en grafisch ontwerper (overleden 2014)
- 1922 - Thomaz Soares da Silva (Zizinho), Braziliaans voetballer (overleden 2002)
- 1923 - Carl-Erik Asplund, Zweeds schaatser (overleden 2024)
- 1923 - Peter Molthoff, Nederlands burgemeester en verzetsstrijder (overleden 2025)
- 1924 - Jaap van de Merwe, Nederlands cabaretier en tekstschrijver (overleden 1989)
- 1924 - Wim Polak, Nederlands PvdA-politicus (overleden 1999)
- 1926 - Michel Butor, Frans auteur (overleden 2016)
- 1928 - Humberto R. Maturana, Chileens bioloog (overleden 2021)
- 1929 - Hans Clarin, Duits acteur (overleden 2005)
- 1930 - Santanina Rasul, Filipijns politica (overleden 2024)
- 1932 - Corly Verlooghen, Surinaams dichter, schrijver, journalist en muziekpedagoog (overleden 2019)
- 1933 - Hans Faverey, Nederlands dichter (overleden 1990)
- 1934 - Kate Millett, Amerikaans auteur/feministe (overleden 2017)
- 1936 - Walter Koenig, Amerikaans acteur
- 1936 - Ferid Murad, Amerikaans farmacoloog en Nobelprijswinnaar (overleden 2023)
- 1937 - Renzo Piano, Italiaans architect
- 1939 - Frank IJsselmuiden, Nederlands burgemeester (overleden 2015)
- 1939 - Piet Stoffelen, Nederlands politicus (overleden 2011)
- 1940 - Leo Ferrier, Nederlands-Surinaams schrijver (overleden 2006)
- 1943 - Paul de Ley, Nederlands architect (overleden 2024)
- 1944 - Günter Netzer, Duits voetballer
- 1945 - Wolfgang Seguin, Oost-Duits voetballer
- 1946 - Bas Eenhoorn, Nederlands politicus
- 1946 - Volodymyr Moentjan, Sovjet-voetballer en trainer
- 1946 - Max Pam, Nederlands schaker, schrijver en columnist
- 1946 - Marga van Praag, Nederlands televisiepresentatrice
- 1946 - Klaus Schrodt, Duits piloot
- 1947 - René Desaeyere, Belgisch voetbaltrainer
- 1947 - Fredy Lienhard, Zwitsers autocoureur
- 1947 - Sam Neill, Nieuw-Zeelands acteur en regisseur
- 1947 - José Reveyn, Belgisch atleet
- 1947 - Wolfgang Schwarz, Oostenrijks kunstschaatser
- 1949 - Gérard Larcher, Frans politicus
- 1949 - Tommy Seebach, Deens muzikant en producer (overleden 2003)
- 1950 - Masami Kuwashima, Japans autocoureur
- 1950 - Dick Plat, Nederlands toetsenist
- 1951 - Duncan Haldane, Brits natuurkundige
- 1954 - Gilbert Dresch, Luxemburgs voetballer
- 1955 - Paus Leo XIV, 267e paus van de Rooms-Katholieke Kerk
- 1955 - Klaas van der Zwaag, Nederlands schrijver en journalist (0verleden 2024)
- 1956 - Maxime Verhagen, Nederlands politicus
- 1956 - Ray Wilkins, Engels voetballer en voetbalcoach (overleden 2018)
- 1958 - Arlindo Cruz, Braziliaans muzikant en componist (overleden 2025)
- 1958 - Allard Jolles, Nederlands architectuurhistoricus en musicus (overleden 2024)
- 1959 - Ashlyn Gere, Amerikaans actrice en pornoactrice
- 1959 - François Grin, Zwitsers econoom
- 1959 - Morten Harket, Noors zanger
- 1959 - Finn Poncin, Nederlands acteur
- 1959 - Hans Richter, Oost-Duits voetballer (overleden 2023)
- 1960 - Ronald Lengkeek, Nederlands voetballer
- 1960 - Marc Van Eeghem, Belgisch acteur (overleden 2017)
- 1961 - Martina Gedeck, Duits actrice
- 1962 - Hamlet Mchitarjan, Sovjet-Armeens voetballer (overleden 1996)
- 1964 - Sean Callery, Amerikaans componist
- 1964 - Paoletta Magoni, Italiaans alpineskiester
- 1964 - Terrence Paul, Canadees stuurman bij het roeien
- 1965 - David Gilford, Engels golfer
- 1965 - Bert Kranenbarg, Nederlands diskjockey
- 1965 - Dmitri Medvedev, Russisch president en premier
- 1966 - René Merkelbach, Nederlands componist en producer
- 1968 - Marc Schaessens, Belgisch voetballer
- 1969 - Joris Brenninkmeijer, Nederlands schaker
- 1969 - Erkut Kızılırmak, Turks autocoureur
- 1969 - Grigory Serper, Amerikaans schaker
- 1970 - Francesco Casagrande, Italiaans wielrenner
- 1971 - Kimberly Williams, Amerikaans actrice
- 1972 - Jenny Colgan, Schots auteur van romans en jeugdliteratuur
- 1973 - Nasir bin Olu Dara Jones (Nas), Amerikaans hiphopper
- 1973 - Andrew Lincoln, Brits acteur
- 1974 - Patrick van Balkom, Nederlands atleet
- 1974 - Sjimmy Bruijninckx, Nederlands model
- 1974 - Sebastjan Cimirotič, Sloveens voetballer
- 1974 - Hicham El Guerrouj, Marokkaans atleet
- 1974 - Fleur van der Kieft, Nederlands actrice
- 1974 - Vrouwkje Tuinman, Nederlands dichteres, schrijfster en journaliste
- 1975 - Iliana Ivanova, Bulgaars politica en econome
- 1976 - Agustín Calleri, Argentijns tennisser
- 1976 - Kevin Lyttle, soca, R&B en dancehall-artiest
- 1977 - Malik Bendjelloul, Zweeds regisseur (overleden 2014)
- 1977 - Alex de Souza, Braziliaans voetballer
- 1978 - Ron DeSantis, Amerikaans Republikeins politicus
- 1978 - Elisabeth Willeboordse, Nederlands judoka
- 1979 - Ivica Olić, Kroatisch voetballer
- 1979 - Stefan Stam, Nederlands voetballer
- 1980 - Luis Horna, Peruviaans tennisser
- 1980 - Ivan Radeljić, Bosnisch/Kroatisch voetballer
- 1981 - Bobby Bowman (BooG!e), Amerikaans acteur
- 1981 - Martin Gould, Engels snookerspeler
- 1981 - Miyavi, Japans zanger
- 1981 - Ashley Roberts, Amerikaans zangeres
- 1982 - Anouar Hadouir, Nederlands-Marokkaans voetballer
- 1983 - Jurjen van Loon, Nederlands acteur, stemacteur en presentator
- 1983 - Mestawet Tufa, Ethiopisch atlete
- 1983 - Amy Winehouse, Brits jazz- en soulzangeres (overleden 2011)
- 1984 - Duco Hoogland, Nederlands politicus
- 1984 - Jack Lemvard, Thais autocoureur
- 1984 - Tom Veelers, Nederlands wielrenner
- 1984 - Christopher Zeller, Duits hockeyer
- 1985 - Dickson Agyeman, Belgisch voetballer
- 1985 - Robert Schröder, Duits voetbalscheidsrechter
- 1986 - Steven Naismith, Schots voetballer
- 1986 - Berat Sadik, Macedonisch/Fins voetballer
- 1987 - Kyle Anderson, Australisch darter (overleden 2021)
- 1987 - Alicia Coutts, Australisch zwemster
- 1988 - Priscilla Renea, Amerikaans zangeres en songwriter
- 1989 - Daniel Arnamnart, Australisch zwemmer
- 1989 - Logan Henderson, Amerikaans acteur en zanger
- 1990 - Belinda Hocking, Australisch zwemster
- 1990 - Enoch Kofi Adu, Ghanees voetballer
- 1990 - Alex Lowes, Brits motorcoureur
- 1990 - Sam Lowes, Brits motorcoureur
- 1991 - Irina Avvakoemova, Russisch schansspringster
- 1992 - Anouk van Brug, Nederlands politica
- 1992 - Kirsten Knip, Nederlands volleyballer
- 1992 - Cassie Sharpe, Canadees freestyleskiester
- 1992 - Danielle Williams, Jamaicaans atlete
- 1993 - Ashley Caldwell, Amerikaans freestyleskiester
- 1993 - Laurens de Man, Nederlands pianist en organist
- 1993 - Molly Manning Walker, Brits cameravrouw, scenarioschrijver en filmregisseur
- 1993 - Valentina Venerucci, San Marinees wielrenster
- 1994 - Armin Hager, Oostenrijks langebaanschaatser
- 1995 - Marie Verhulst, Belgisch actrice
- 1998 - Carrie Schreiner, Duits autocoureur
- 2000 - Ethan Ampadu, Welsh voetballer
- 2000 - Vera Mulder, Nederlands volleybalster
- 2002 - Lobke Loonen, Nederlands voetbalster
- 2003 - Robine de Ridder, Nederlands voetbalster

## Overleden

Paus Stephanus IV,
overleden in 891

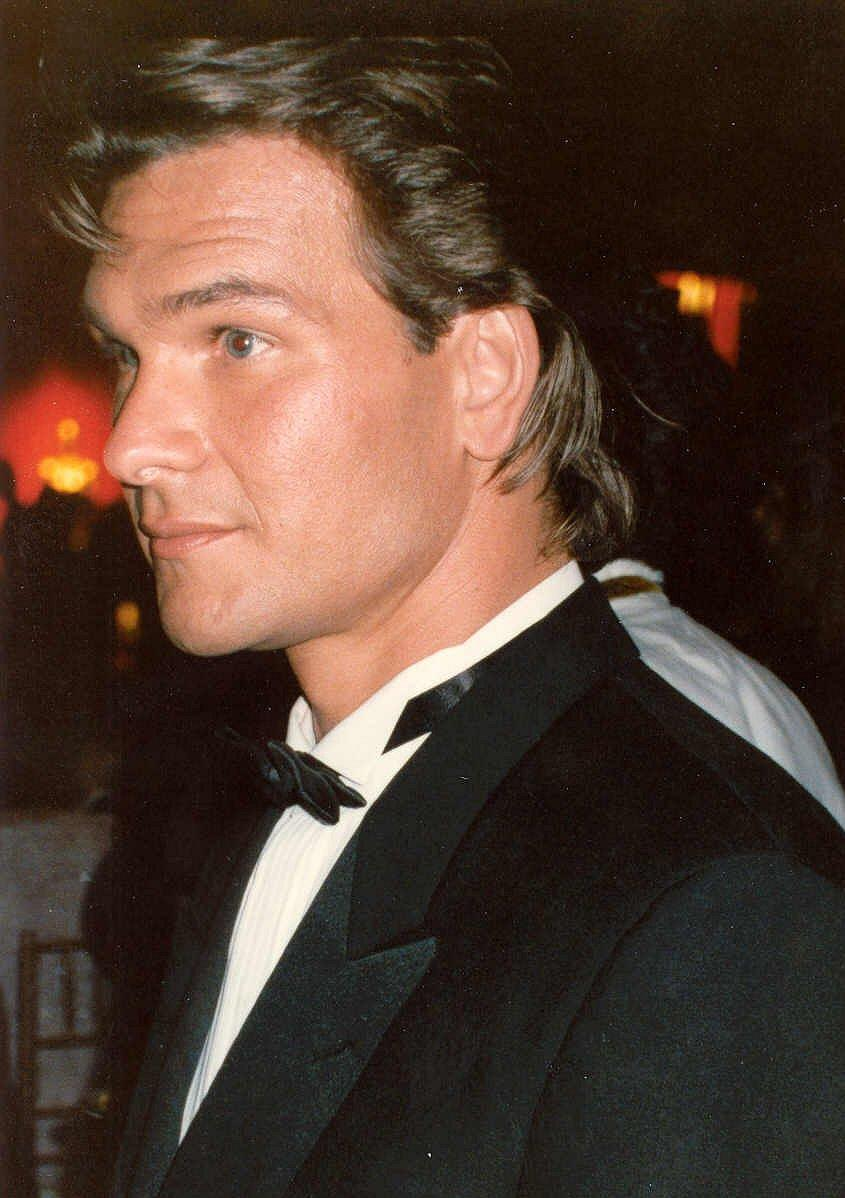
Patrick Swayze,
overleden in 2009

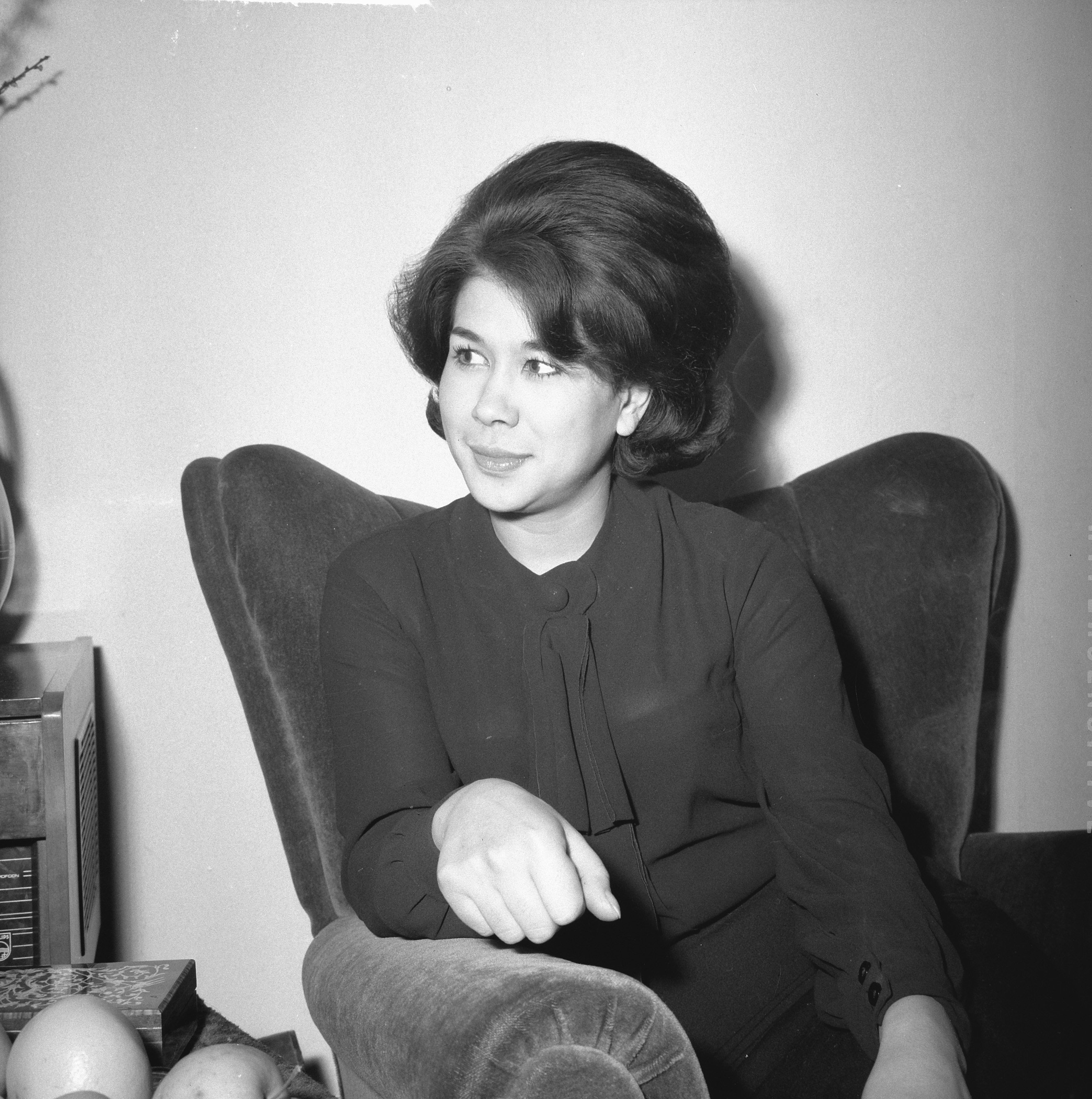
Anneke Grönloh,
overleden in 2018

- 258 - Cyprianus, bisschop van Carthago
- 407 - Johannes Chrysostomus (62), aartsbisschop van Constantinopel en Kerkvader
- 585 - Bidatsu (47), keizer van Japan
- 775 - Constantijn V Kopronymos (57), keizer van het Byzantijnse Rijk
- 891 - Paus Stefanus IV (V)
- 1321 - Dante (56), Italiaans dichter, gestorven in ballingschap
- 1523 - Paus Adrianus VI (64), de eerste en enige Nederlandse paus
- 1712 - Giovanni Domenico Cassini (87), Italiaans astronoom en ingenieur
- 1835 - John Brinkley (72), Iers astronoom
- 1852 - Arthur Wellesley (83), 1e hertog van Wellington
- 1870 - Carl August von Steinheil (68), Duits natuurkundige
- 1891 - Johannes Bosboom (74), Nederlands schilder en aquarellist
- 1901 - William McKinley (58), 25ste president van de Verenigde Staten
- 1907 - Lodewijk August van Saksen-Coburg en Gotha (62), prins van Saksen-Coburg-Gotha
- 1927 - Isadora Duncan (49), een van de grondleggers van de moderne dans
- 1937 - Louis Delfau (66), Frans schilder
- 1937 - Tomáš Masaryk (87), Tsjecho-Slowaaks president
- 1943 - Ugo Cavallero (62), Italiaans generaal
- 1943 - Ernst Linder (75), Zweeds ruiter en generaal
- 1943 - Léonard Misonne (73), Belgisch fotograaf
- 1944 - Robert Benoist (49), Frans autocoureur en verzetsstrijder
- 1944 - Noor Inayat Khan (30), Indiaas verzetsstrijdster
- 1953 - Pierre Nolf (80), Belgisch wetenschapper en politicus
- 1958 - David Russowski (Russinho) (41), Braziliaans voetballer
- 1966 - Gertrude Berg (67), Amerikaans actrice
- 1967 - Flávio da Silva Ramos (Flávio Ramos) (78), Braziliaans voetballer
- 1972 - Piet Jacobszoon (69), Nederlands zwemmer
- 1974 - Kovacs Lajos (87), Nederlands dirigent
- 1976 - Alfredo Porzio (76), Argentijns bokser
- 1976 - Jan Zwartendijk (80), Nederlands bedrijfsleider en diplomaat
- 1980 - José María Gil-Robles y Quiñones de León (81), Spaans politicus
- 1982 - Grace Kelly (52), Amerikaans actrice en prinses van prinsendom Monaco
- 1990 - Wim De Craene (40), Belgisch zanger
- 1998 - Yang Shangkun (91), Chinees leider en president
- 2002 - Jim Barnes (61), Amerikaans basketballer
- 2005 - Louis Aimar (94), Italiaans-Frans wielrenner
- 2005 - Robert Wise (91), Amerikaans regisseur en producent
- 2007 - Ambrogio Valadè (70), Italiaans voetballer
- 2007 - Benny Vansteelant (30), Belgisch duatleet
- 2008 - Ştefan Iordache (67), Roemeens acteur
- 2009 - Darren Sutherland (27), Iers bokser
- 2009 - Patrick Swayze (57), Amerikaans acteur
- 2011 - Gilles Chaillet (65), Frans stripauteur
- 2011 - Luc Van Linden (56), Belgisch politicus
- 2011 - Malcolm Wallop (78), Amerikaans politicus
- 2012 - Stephen Dunham (48), Amerikaans acteur
- 2012 - Winston Rekert (63), Canadees acteur
- 2012 - Ger Smit (79), Nederlands (stem)acteur
- 2014 - Bruno Castanheira (37), Portugees wielrenner
- 2015 - Corneliu Vadim Tudor (65), Roemeens politicus
- 2017 - Wim Huis (89), Nederlands voetballer
- 2018 - Max Bennett (90), Amerikaans jazzbassist
- 2018 - Anneke Grönloh (76), Nederlands zangeres
- 2018 - Mels de Jong (86), Nederlands psycholoog, publicist en vertaler
- 2020 - Ubiratã Espírito Santo (Bira) (67), Braziliaans voetballer
- 2021 - Paul Yonggi Cho (85), Zuid-Koreaans predikant
- 2021 - Cees Koch (85), Nederlands atleet
- 2021 - Norm Macdonald (61), Canadees stand-upcomedian en acteur
- 2021 - Joeri Sedych (66), Oekraïens kogelslingeraar
- 2022 - Ken Douglas (86), Nieuw-Zeelands politicus en vakbondsman
- 2022 - Anton Fier (66), Amerikaans drummer, muziekproducent, componist en orkestleider
- 2022 - Dimitrios Pandermalis (82), Grieks archeoloog
- 2022 - Irene Papas (93), Grieks actrice en zangeres[a]
- 2022 - Jim Post (82), Amerikaans folkzanger
- 2022 - Michel Verschueren (91), Belgisch sporttrainer en zakenman
- 2023 - Joseph Massino (80), Amerikaans crimineel
- 2023 - Basil van Rooyen (84), Zuid-Afrikaans autocoureur
- 2023 - Ies Vorst (85), Nederlands rabbijn en schrijver
- 2024 - Otis Davis (92), Amerikaans atleet
- 2024 - Arie van der Veer (82), Nederlands predikant, omroepvoorzitter en televisiepresentator

## Viering/herdenking

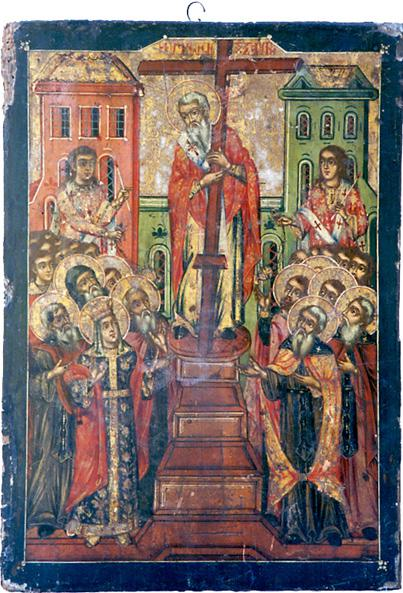
Kruisverheffing

- In het oude Griekenland was deze dag de eerste dag van de mysteriën van Eleusis.
- Rooms-Katholieke kalender:
  - Feest van de Kruisverheffing (335 en 628) - Feest
  - Heilige Notburga (van Eben) († 1313)
  - Heilige Maternus (van Keulen) († 325) - Gedachtenis (in bisdom Luik)

## Weerextremen

### Nederland
| | Officiële records | Officiële records | Officiële records |      | Landelijke records | Landelijke records | Landelijke records        |
| Gebeurtenis | Jaar              | Extreem           | Locatie           | Jaar | Extreem            | Locatie            |                           |
| --- | ----------------- | ----------------- | ----------------- | ---- | ------------------ | ------------------ | ------------------------- |
| Laagste etmaalgemiddelde temperatuur (°C) | 1931              | 9,2               | De Bilt           |      | 1940 1998          | 8,8                | Eelde Nieuw Beerta        |
| Hoogste etmaalgemiddelde temperatuur (°C) | 2016              | 23,0              | De Bilt           |      | 2016               | 25,2               | Nieuw Beerta              |
| Laagste minimumtemperatuur (°C) | 1925              | 1,5               | De Bilt           |      | 1998               | 1,4                | Soesterberg               |
| Hoogste minimumtemperatuur (°C) | 2006              | 18,3              | De Bilt           |      | 2016               | 20,9               | De Kooy                   |
| Laagste maximumtemperatuur (°C) | 1937              | 11,8              | De Bilt           |      | 1955               | 11,1               | Maastricht                |
| Hoogste maximumtemperatuur (°C) | 2016              | 31,4              | De Bilt           |      | 2016               | 32,7               | Nieuw Beerta              |
| Hoogste uurgemiddelde windsnelheid (m/s) | 1916              | 10,8              | De Bilt           |      | 1914               | 24,7               | Vlissingen                |
| Hoogste windstoot (m/s) | 1998, 2004        | 17,0              | De Bilt           |      | 1998 2004          | 29,0               | Hoek van Holland Vlieland |
| Langste zonneschijnduur (uur) | 2003              | 11,7              | De Bilt           |      | 2003               | 12,0               | Volkel                    |
| Langste neerslagduur (uur) | 2010              | 17,6              | De Bilt           |      | 2010               | 20,6               | Hoogeveen                 |
| Hoogste etmaalsom van de neerslag (mm) | 1998              | 43,9              | De Bilt           |      | 1998               | 50,1               | Schiphol                  |
| Laagste etmaalgemiddelde relatieve vochtigheid (%) | 1934              | 62                | De Bilt           |      | 1934 1973, 1991    | 52                 | Maastricht Nieuw Beerta   |
| Laagste uurwaarde luchtdruk op zeeniveau (hPa) | 1922              | 987,8             | De Bilt           |      | 1922               | 984,8              | Vlissingen                |
| Hoogste uurwaarde luchtdruk op zeeniveau (hPa) | 2019              | 1035,4            | De Bilt           |      | 2019               | 1035,8             | Hoogeveen                 |
| Officiële records worden altijd gemeten op het KNMI-weerstation in De Bilt. Landelijke records kunnen worden gemeten op elk officieel KNMI-weerstation in Nederland. |                   |                   |                   |      |                    |                    |                           |

Uitzonderlijke gebeurtenissen
- 1919 - Laatste officiële warme dag van het jaar (maximumtemperatuur ≥ 20 °C in De Bilt)
- 1958 - Laatste officiële zomerse dag van het jaar (maximumtemperatuur ≥ 25 °C in De Bilt)
- 1964 - Laatste officiële zomerse dag van het jaar (maximumtemperatuur ≥ 25 °C in De Bilt)
- 1969 - Laatste officiële zomerse dag van het jaar (maximumtemperatuur ≥ 25 °C in De Bilt)
- 1998 - Neerslagstations in Dirksland, Anna Jacoba polder, Ouddorp, Goedereede en Den Bommel meten respectievelijk 134, 123, 120, 119 en 113 mm[5]
- 2016 - Laatste officiële tropische dag van het jaar (maximumtemperatuur ≥ 30 °C in De Bilt)
- 2023 - Landelijk laagste minimumtemperatuur in °C van september dit jaar gemeten in Twenthe: 5,8. Samen met 24 september

### België
Dagrecords
- 1850 - Laagste etmaalgemiddelde temperatuur 9,8 °C
- 2006 - Hoogste etmaalgemiddelde temperatuur 22,2 °C
- 1850 en 1925 - Laagste minimumtemperatuur 3,5 °C
- 2016 - Hoogste maximumtemperatuur 29,7 °C[7]
- 1984 - Hoogste etmaalsom van de neerslag 39,7 mm

Uitzonderlijke gebeurtenissen
- 1967 - 79 mm neerslag in 24 uur in Hermalle-sous-Huy (Engis).

<< · 1 · 2 · 3 · 4 · 5 · 6 · 7 · 8 · 9 · 10 · 11 · 12 · 13 · 14 · 15 · 16 · 17 · 18 · 19 · 20 · 21 · 22 · 23 · 24 · 25 · 26 · 27 · 28 · 29 · 30 · >>